# Coniston Water
Coniston Water er sø i Cumbria og den tredjestørste sø i det engelske Lake District. Den er omkring 8 km lang og 800 m bred, og den har en maksimal dybde på 56 m. Den dækker 4,9 km2. Søens vandoverflade er 44 m over havet. Søen drænes til havet via floden Crake.